# Petite grenouille verte
Pelophylax lessonae
Espèce
Synonymes
- Rana esculenta var. lessonae Camerano, 1882 "1881"
- Rana lessonae Camerano, 1882 "1881"
- Rana hispanica Bonaparte, 1839
- Rana kl. hispanica Bonaparte, 1839
- Pelophylax kl. hispanicus (Bonaparte, 1839)
- Rana lessonae bergeri Günther, 1986
- Rana bergeri Günther, 1986
- Pelophylax bergeri (Günther, 1986)

Statut de conservation UICN

 LC  : Préoccupation mineure
Pelophylax lessonae, la Petite grenouille verte d'Europe ou Grenouille de Lessona, est une espèce d'amphibiens de la famille des Ranidae.
Elle fait partie du genre Pelophylax, des grenouilles vertes (avec la grenouille de Pérez (P. perezi), la grenouille rieuse (Pelophylax ridibundus) ou la grenouille verte (Pelophylax kl. esculentus) et la grenouille de Graf (Pelophylax kl. grafi). cette espèce est la plus petite des grenouilles vertes d'Europe.

## Description

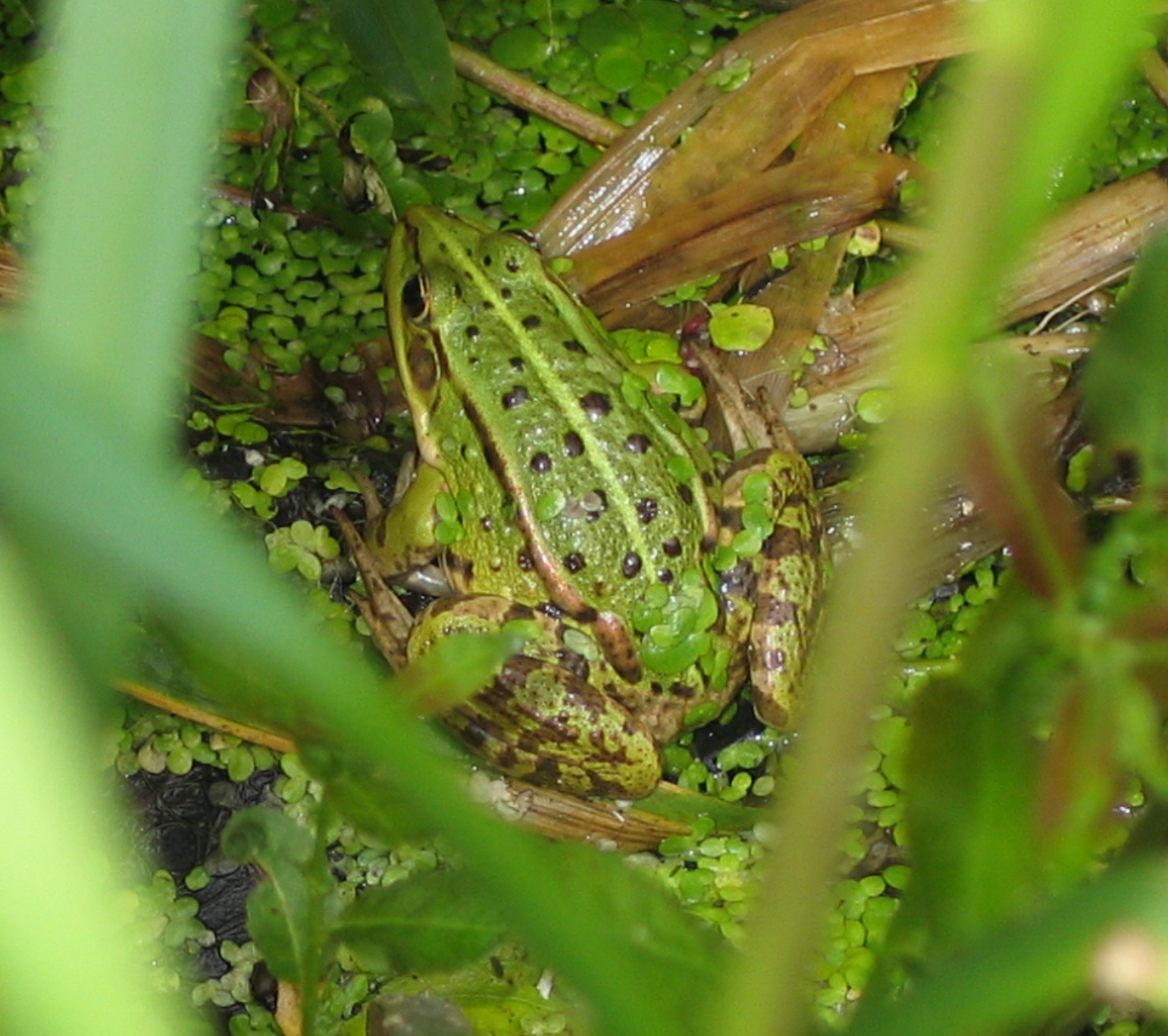
Fig. 2 Grenouille de Lessona, couleur de l'herbe verte

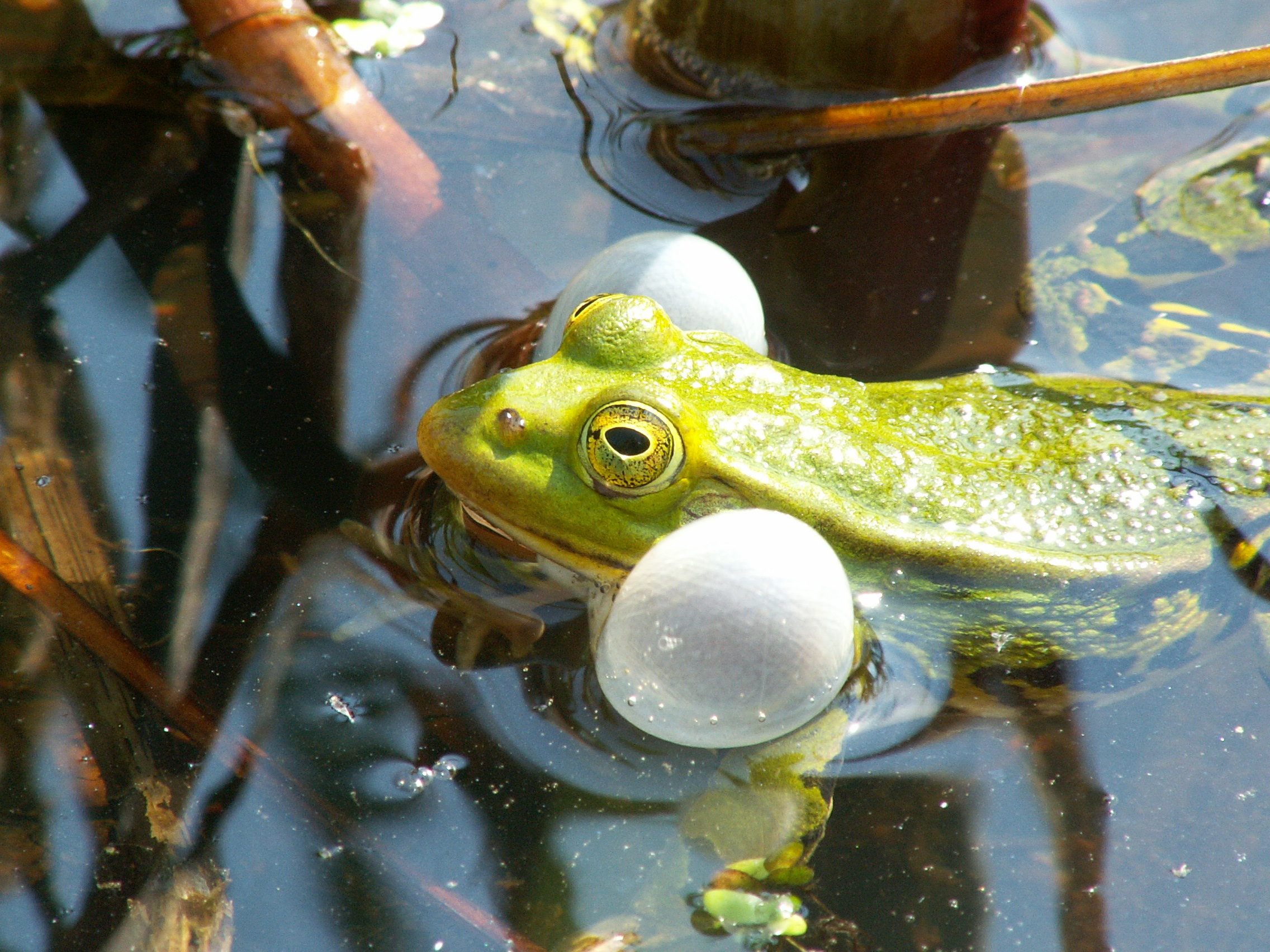
Fig. 3 Grenouille de Lessona mâle, en train de chanter. Les sacs vocaux sont d'un blanc pur

Cette petite grenouille  verte d'Europe mesure de 45 à 80 mm au maximum : en moyenne le mâle mesure de 45 à 55 mm et la femelle de 55 à 65 mm.
La pupille est ovale horizontale et l'iris est doré. Le tympan est bien visible. Il n'y a pas de tache temporale sombre, comme chez les Grenouilles rousses et agiles.
Les dents vomériennes, deux dents enchâssées dans le vomer (os impair) en avant du palais, sont plus ou moins rondes, bien écartées l'une de l'autre.
Le membre postérieur est assez court. La face postérieure des cuisses et l'aine sont tachées de jaune ou d'orangé. Les tubercules métatarsiens sont très saillants, de couleur blanc rosâtre, en forme de demi-cercle. La palmure est assez faible.
La peau dorsale est lisse ou pustuleuse et comporte deux replis latéro-dorsaux brun bronze. La face supérieure a la couleur verte de l'herbe, pour la plupart des individus. Quelques individus sont brunâtres, avec la tête et les flancs verts. Le dos est marqué de petites taches noirâtres irrégulières. Il est parfois traversé d'une bande vertébrale claire.
La grenouille de Lessona présente un dimorphisme sexuel marqué. À l'époque de reproduction, les mâles se colorent souvent de jaune citron alors que les femelles passent à un vert un peu plus jaune. Les mâles sont dotés de deux sacs vocaux peu pigmentés, apparaissant blanc pur une fois gonflés.
La grenouille de Lessona ressemble à la grenouille rieuse (Pelophylax ridibundus (Pallas, 1771)) et à la grenouille verte (Pelophylax kl. esculentus (Linné, 1758). Pour cette raison, son identification est délicate mais on peut la distinguer de la grenouille rieuse par les critères suivants :
| Critères distinctifs         |                                          |                                    |
|                              | Grenouille de Lessona                    | Grenouille rieuse                  |
| taille                       | la plus petite m : 45-55 mm f : 55-65 mm | grande taille                      |
| sacs vocaux (mâle)           | blanc pur                                | gris                               |
| face postérieure des cuisses | jaunâtre, marron                         | blanchâtre                         |
| jambes                       | courtes (le talon ne dépasse pas l’œil)  | longues (le talon dépasse l’œil)   |
| chant nuptial                | grésillement montant, lancé par vagues   | très varié, ricanements résonnants |

La localisation est très importante puisqu'elle permet d’emblée d'exclure certaines espèces.

## Répartition et habitat

### Répartition

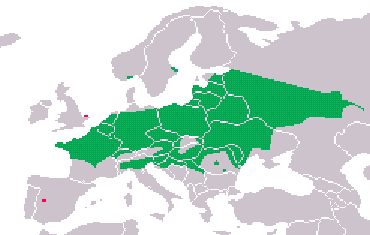
Fig. 4 Répartition eurasiatique

Cette espèce se rencontre en Europe de la France au bassin de la Volga en Russie : en France, en Belgique, aux Pays-Bas, au Luxembourg, en Italie, en Suisse, en Allemagne, en Autriche, en Slovénie, en Croatie, en Serbie, en Pologne, en République tchèque, en Slovaquie, en Hongrie, en Roumanie, en Estonie, en Lettonie, en Lituanie, en Biélorussie, en Ukraine et dans l'ouest de la Russie.
En France, elle est présente dans une large moitié Nord. Sa limite Sud est une ligne allant de la Charente à la Savoie.
La Grenouille de Lessona (Pelophylax lessonae)  s'hybride régulièrement avec la Grenouille rieuse (P. ridibundus) pour donner la Grenouille verte d'Europe (Pelophylax kl. esculentus). On peut trouver quelques populations pures de Grenouilles de Lessona en Belgique, en Lorraine et dans les Vosges du nord. Ailleurs, la Grenouille verte d'Europe est souvent plus commune que la Grenouille de Lessona.

### Habitat
Elle vit dans des mares et marais plutôt mésotrophes, ensoleillés et riches en végétaux et plutôt de faible profondeur, éventuellement en forêt (mares forestières ou de tourbières). Elle évite les mares urbaines, les grands lacs ou les rivières.

## Mode de vie
La grenouille de Lessona est active de jour comme de nuit.

### Chant
Le chant nuptial du mâle ressemble à un grésillement soutenu et modulé, "aouwack...aouwack...aouwack", produit par vagues successives (enregistrement fig.5).

### Alimentation
La grenouille de Lessona chasse généralement à terre la nuit. Elle peut s'éloigner de 500 m de son point d'eau de reproduction. Elle se nourrit surtout d'insectes terrestres. Les invertébrés aquatiques, comme les Gerridae, Dytiscidae, représentent en général moins de la moitié des proies. La grenouille de Lessona est moins vorace que la Grenouille rieuse.

### Hibernation
Elle hiberne de septembre-novembre à mars-mai.

## Reproduction

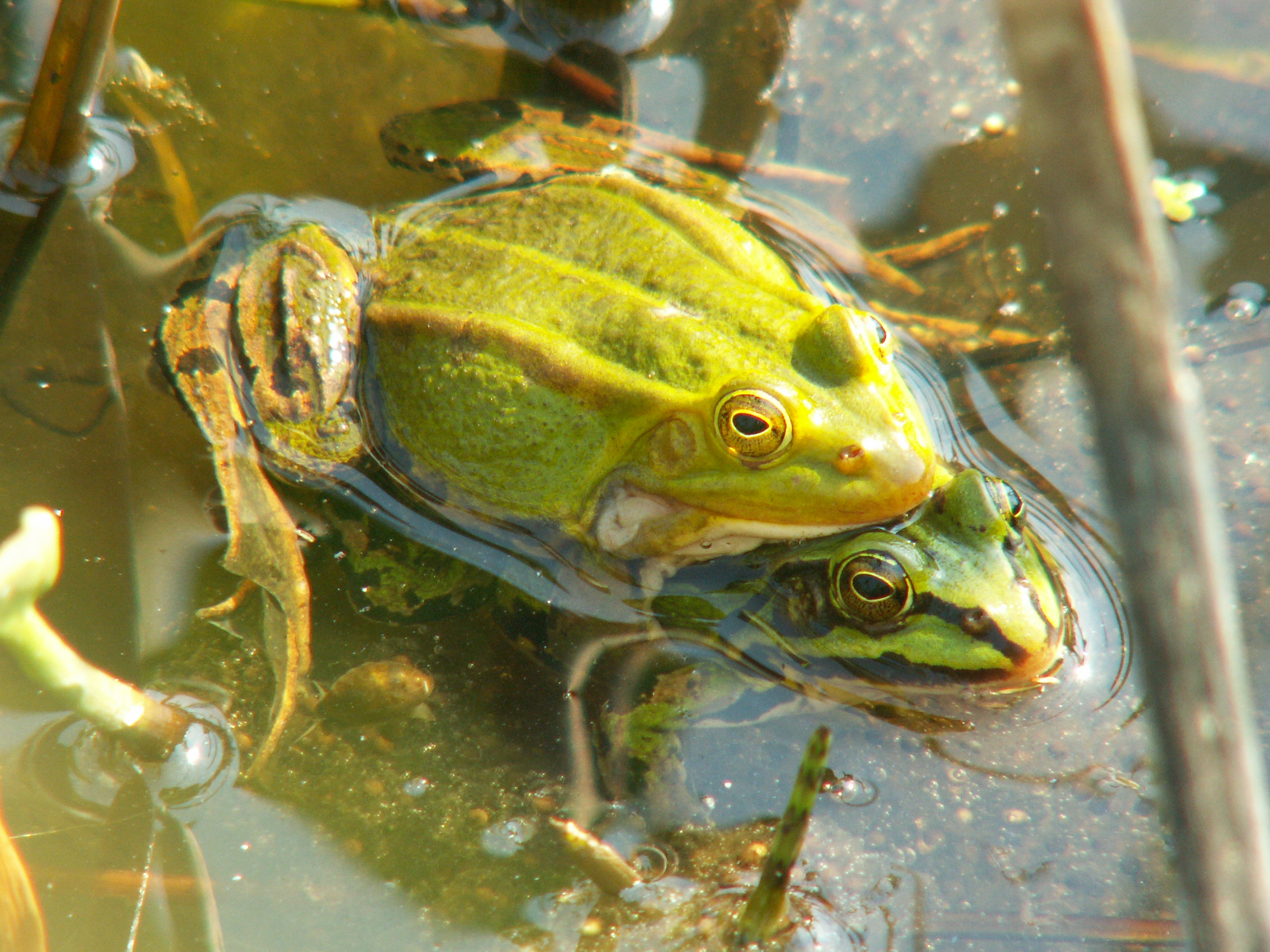
Fig. 6 Accouplement de grenouilles de Lessona. À la saison de reproduction, le mâle passe au jaune citron

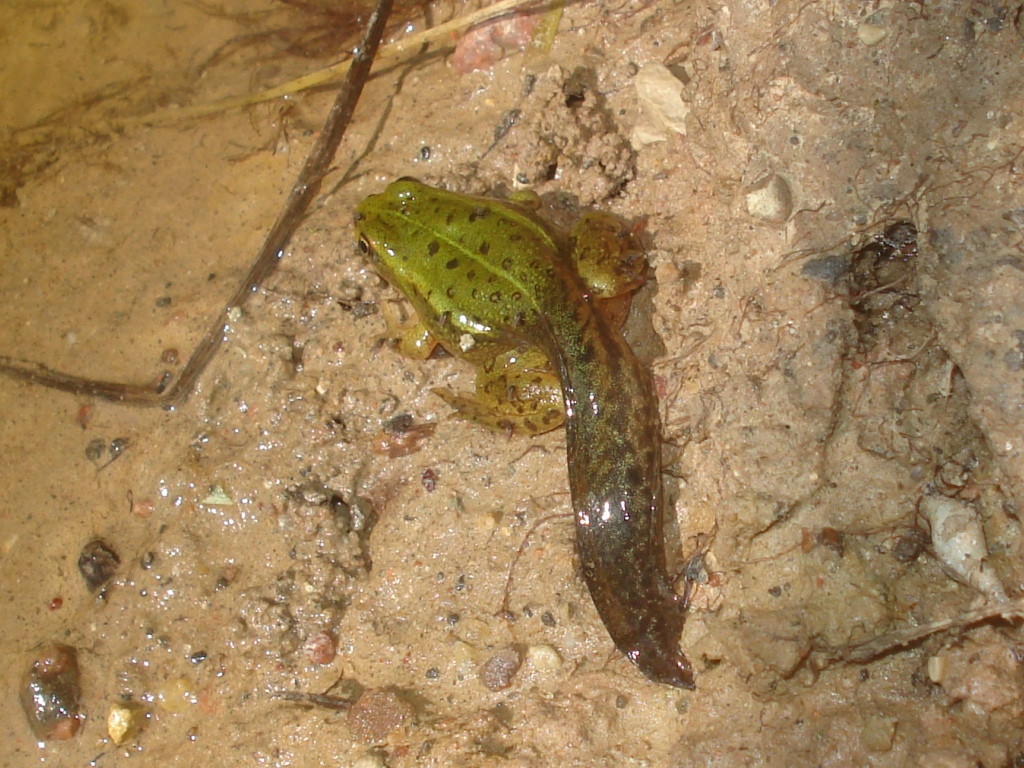
Fig. 7 Métamorphose du têtard en imago de grenouille de Lessona

Après l'hibernation, la grenouille de Lessona commence à être active en mars. Elle effectue sa migration prénuptiale fin avril. Les adultes des deux sexes sont fidèles à un point d'eau de reproduction.
Les mâles se regroupent en grand nombre dans un point d'eau et chantent en chœur le jour.
Le mâle saisit une femelle sous les aisselles dans la position d'amplexus axillaire (fig. 6). Il fertilise les ovocytes au fur et à mesure que la femelle les expulse. La femelle pond de 800 à 2 000 œufs par an, aux alentours de la seconde quinzaine de mai. Les amas d'œufs sont déposés sur la végétation aquatique près de la surface.
L'éclosion a lieu au bout d'une à deux semaines. Le développement des têtards dure de 2 à 4 mois. Les métamorphoses en imagos ont lieu l'été, habituellement en juillet-août.
Les têtards se nourrissent principalement d'algues (Cyanophyta, Chlorophyta). Les juvéniles mangent des mouches et leurs larves.
La maturité sexuelle est souvent acquise vers la fin du second été si bien que la reproduction commence vers l'âge de 2 à 3 ans. La longévité est de 6 à 12 ans.

## Menaces
Comme toutes les grenouilles et autres amphibiens, c'est une espèce en régression en raison de la disparition ou dégradation de ses habitats et de la fragmentation écopaysagère. Les adultes et têtards sont sensibles aux insecticides.
Cette espèce est protégée en Europe en tout temps et tous lieux, en vertu de l'annexe IVa de la Directive Faune-Flore-Habitat 92/43/CEE et de l'annexe II de la Convention de Berne, y compris au stade œuf ou têtard. Elle est inscrite en France au Livre rouge des espèces menacées de France

## Étymologie
Cette espèce est nommée en l'honneur de Michele Lessona, médecin et célèbre zoologiste italien (1823-1894).

## Publication originale
- Camerano, 1882 "1881" : Recherches sur les variations de la Rana esculenta et du Bufo viridis dans le Bassin de la Méditerranée. Comptes Rendus de l'Association Française pour l'Avancement des Sciences, Paris, vol. 10, p. 680-690 (texte intégral).